# Омар Абдулрахман
Омар Абдулрахман Ахмед Аль-Раакі Аль-Муді (араб. عمر عبد الرحمن أحمد الراقي العمودي, нар. 20 вересня 1991, Ер-Ріяд) — еміратський футболіст, півзахисник клубу «Аль-Хіляль» та національної збірної ОАЕ. Футболіст року в Азії (2016) та один з найкращих гравців в історії еміратського футболу.

## Клубна кар'єра
Народився 20 вересня 1991 року в місті Ер-Ріяд в родині вихідців із єменського Хадрамаута, через що згідно з місцевими законами не отримав саудівського громадянства. Омар розпочав займатись футболом у клубі «Аль-Хіляль» з рідного міста. 2005 року клуб запропонував надати гравцю громадянство, без права отримання громадянства іншими членами його родини. В результаті батько хлопця не погодився на пропозицію і Омар разом із своїми двома братами перейшов до академії еміратського «Аль-Айна», який погодився надати громадянство ОАЕ усій родині.
2008 року Омар був переведений до першої команди «Аль-Айна» головним тренером клубу Вінфрідом Шефером після того, як він побачив молодого півзахисника на міжнародному турнірі, де грала юнацька команда «Аль-Айна» до 17 років. Його офіційний дебют з першою командою відбувся 24 січня 2009 року в матчі Кубка ліги проти «Аль-Аглі». Незважаючи на переведення до першої команди, Омар продовжував грати і за команду резервів, в якій останній матч провів лише 24 січня 2012 року проти «Аль-Насра».
6 серпня 2012 року Омар відправився на перегляд в англійський «Манчестер Сіті». Після прибуття до Манчестера він відразу ж приєднався до тренування команди. Перегляд тривав два тижні, він грав у товариських матчах, і відгуки були позитивними, але угода зірвалася через дозвіл на роботу, оскільки виникли проблеми з низьким місцем в рейтингу національної збірної Омара. В результаті він змушений був повернутись до «Аль-Айна», де став незмінним основним півзахисником на наступні роки. Всього за десять років Абдулрахман взяв участь у 142 матчах чемпіонату. За цей час він став з командою чотириразовим чемпіоном ОАЕ, триразовим володарем Кубка Президента ОАЕ та Суперкубка ОАЕ, а також переможцем Кубка еміратської ліги.
21 лютого 2015 року він продовжив діючий контракт з клубом до 2018 року, отримавши зарплатню у розмірі 4 млн. доларів за сезон, що зробило його найоплачуванішим арабським футболістом на Близькому Сході.
У серпні 2018 року Абдулрахман повернувся до Саудівської Аравії, ставши гравцем «Аль-Хіляля», з яким відразу того ж місяця став володарем національного Суперкубка. Станом на 17 січня 2019 року відіграв за саудівську команду 5 матчів в національному чемпіонаті.

## Виступи за збірні
2005 року дебютував у складі юнацької збірної ОАЕ, взяв участь у 14 іграх на юнацькому рівні, відзначившись 2 забитими голами.
Протягом 2007—2012 років залучався до складу молодіжної збірної ОАЕ. З командою до 19 років став чвертьфіналістом юнацького Кубка Азії, забивши на турнірі один гол. У тому ж році він був частиною команди до 23 років, яка завоювала срібну медаль на Азійських іграх в Китаї. Всього на молодіжному рівні зіграв у 24 офіційних матчах, забив 2 голи.
3 січня 2011 року дебютував в офіційних матчах у складі національної збірної ОАЕ в товариському матчі проти Сирії, а вже влітку того ж року був включений у заявку команди на Кубок Азії 2011 року у Катарі, ставши наймолодшим гравцем збірної ОАЕ і сьомим наймолодшим гравцем усього турніру. На самій континентальній першості Омар двічі виходив на поле, але еміратці не вийшли з групи.
Вже наступного року Абдулрахман представляв свою країну на літніх Олімпійських іграх 2012 року в Лондоні, де Омар відіграв у всіх трьох іграх, але його команда знову не пройшла груповий етап. Тим не менш Абдулрахман став одним з відкриттів турніру, отримавши велику порцію похвали і потрапив «на олівець» європейських скаутів. Сам же Омар зміг отримати футболки зіркових гравців: після гри з Уругваєм — Луїса Суареса, а з Англією — Раяна Гіггза.
У 2013 році поїхав з командою на Кубок націй Перської затоки, де був основним гравцем і забив два м'ячі, перший з яких став 800-им в історії турніру, а другий — у фінальному матчі з Іраком (2:1), за що був визнаний найкращим гравцем матчу, а потім і всього турніру.
Згодом у складі збірної був учасником Кубка Азії 2015 року в Австралії. На турнірі Омар з 4 результативними передачами, разом із Массімо Луонго, став найкращим асистентом турніру, а також здобув бронзові нагороди першості.

## Статистика виступів

### Статистика клубних виступів
| Сезон             | Команда           | Чемпіонат         | Чемпіонат | Чемпіонат | Національний кубок | Національний кубок | Національний кубок | Єврокубки | Єврокубки | Єврокубки | Інші змагання | Інші змагання | Інші змагання | Усього | Усього |
| Сезон             | Команда           | Ліга              | Ігор      | Голів     | Ліга               | Ігор               | Голів              | Ліга      | Ігор      | Голів     | Ліга          | Ігор          | Голів         | Ігор   | Голів  |
| ----------------- | ----------------- | ----------------- | --------- | --------- | ------------------ | ------------------ | ------------------ | --------- | --------- | --------- | ------------- | ------------- | ------------- | ------ | ------ |
| 2008–09           | «Аль-Айн»         | ПЛ                | 6         | 3         | КПА+КЛ             | 0+2                | 0                  | —         | —         | —         | —             | —             | —             | 8      | 3      |
| 2009–10           | «Аль-Айн»         | ПЛ                | 1         | 1         | КПА+КЛ             | 0+1                | 0                  | ЛЧ        | 0         | 0         | СК            | 0             | 0             | 2      | 1      |
| 2010–11           | «Аль-Айн»         | ПЛ                | 21        | 8         | КПА+КЛ             | 2+1                | 1+0                | ЛЧ        | 5         | 2         | —             | —             | —             | 29     | 11     |
| 2011–12           | «Аль-Айн»         | ПЛ                | 7         | 2         | КПА+КЛ             | 0+2                | 0                  | —         | —         | —         | —             | —             | —             | 9      | 2      |
| 2012–13           | «Аль-Айн»         | ПЛ                | 22        | 7         | КПА+КЛ             | 2+0                | 0                  | ЛЧ        | 6         | 1         | СК            | 1             | 0             | 31     | 8      |
| 2013–14           | «Аль-Айн»         | ПЛ                | 17        | 1         | КПА+КЛ             | 3+0                | 0                  | ЛЧ        | 11        | 2         | СК            | 1             | 0             | 32     | 3      |
| 2014–15           | «Аль-Айн»         | ПЛ                | 11        | 3         | КПА+КЛ             | 2+0                | 0                  | ЛЧ        | 6         | 1         | СК            | 1             | 0             | 20     | 4      |
| 2015–16           | «Аль-Айн»         | ПЛ                | 22        | 2         | КПА+КЛ             | 1+2                | 0+3                | ЛЧ        | 14        | 3         | СК            | 1             | 0             | 40     | 8      |
| 2016–17           | «Аль-Айн»         | ПЛ                | 22        | 6         | КПА+КЛ             | 2+0                | 2                  | ЛЧ        | 10        | 7         | —             | —             | —             | 34     | 15     |
| 2017–18           | «Аль-Айн»         | ПЛ                | 13        | 5         | КПА+КЛ             | 0+1                | 0                  | ЛЧ        | 7         | 1         | —             | —             | —             | 21     | 6      |
| Усього за кар'єру | Усього за кар'єру | Усього за кар'єру | 142       | 38        |                    | 21                 | 6                  |           | 59        | 17        |               | 4             | 0             | 226    | 61     |

### Статистика виступів за збірну
| Дата       | Місто               | Господарі         | Результат               | Гості             | Турнір                                      | Голи | Примітки |
| ---------- | ------------------- | ----------------- | ----------------------- | ----------------- | ------------------------------------------- | ---- | -------- |
| 2-1-2011   | Аль-Айн             | ОАЕ               | 2 – 0                   | Сирія             | товариський матч                            | -    | 46'      |
| 11-1-2011  | Доха                | Північна Корея    | 0 – 0                   | ОАЕ               | Кубок Азії 2011 - 1-й етап                  | -    | 90+2'    |
| 19-1-2011  | Доха                | ОАЕ               | 0 – 3                   | Іран              | Кубок Азії 2011 - 1-й етап                  | -    | 53'      |
| 2-9-2011   | Аль-Айн             | ОАЕ               | 2 – 3                   | Кувейт            | Відбір до ЧС 2014                           | -    | 67'      |
| 6-9-2012   | Ніїґата             | Японія            | 1 – 0                   | ОАЕ               | товариський матч                            | -    |          |
| 11-9-2012  | Дубай               | ОАЕ               | 3 – 0                   | Кувейт            | товариський матч                            | -    | 46'      |
| 12-10-2012 | Дубай               | ОАЕ               | 2 – 2                   | Узбекистан        | товариський матч                            | -    |          |
| 16-10-2012 | Дубай               | ОАЕ               | 6 – 2                   | Бахрейн           | товариський матч                            | 1    | 80'      |
| 14-11-2012 | Абу-Дабі            | ОАЕ               | 2 – 1                   | Естонія           | товариський матч                            | -    | 46'      |
| 25-12-2012 | Доха                | Ємен              | 0 – 2                   | ОАЕ               | товариський матч                            | 1    |          |
| 29-12-2012 | Доха                | ОАЕ               | 3 – 1                   | Ємен              | товариський матч                            | -    | 46'      |
| 5-1-2013   | Мадінат-Іса         | Катар             | 1 – 3                   | ОАЕ               | Кубок націй Перської затоки 2013 — 1-й етап | 1    |          |
| 8-1-2013   | Ріффа               | Бахрейн           | 1 – 2                   | ОАЕ               | Кубок націй Перської затоки 2013 — 1-й етап | -    |          |
| 11-1-2013  | Мадінат-Іса         | ОАЕ               | 2 – 0                   | Оман              | Кубок націй Перської затоки 2013 — 1-й етап | -    | 81'      |
| 15-1-2013  | Ріффа               | ОАЕ               | 1 – 0                   | Кувейт            | Кубок націй Перської затоки 2013 — півфінал | -    |          |
| 18-1-2013  | Ріффа               | ОАЕ               | 2 – 1 д.ч.              | Ірак              | Кубок націй Перської затоки 2013 — Фінал    | 1    |          |
| 31-1-2013  | Дубай               | ОАЕ               | 0 – 1                   | Північна Корея    | товариський матч                            | -    | 46'      |
| 6-2-2013   | Ханой               | В'єтнам           | 1 – 2                   | ОАЕ               | Відбір до Кубка Азії 2015                   | -    | 58'      |
| 5-9-2013   | Ер-Ріяд             | Тринідад і Тобаго | 3 – 3 д.ч. (6 – 7 п.п.) | ОАЕ               | товариський матч                            | -    |          |
| 9-9-2013   | Ер-Ріяд             | ОАЕ               | 2 – 0                   | Нова Зеландія     | товариський матч                            | -    |          |
| 5-10-2013  | Шеньчжень           | ОАЕ               | 2 – 0                   | Лаос              | товариський матч                            | -    | 46'      |
| 9-10-2013  | Шеньчжень           | ОАЕ               | 3 – 1                   | Малайзія          | товариський матч                            | -    |          |
| 15-10-2013 | Гонконг             | Гонконг           | 0 – 4                   | ОАЕ               | Відбір до Кубка Азії 2015                   | -    |          |
| 9-11-2013  | Шеньчжень           | ОАЕ               | 4 – 0                   | Філіппіни         | товариський матч                            | -    |          |
| 15-11-2013 | Абу-Дабі            | ОАЕ               | 4 – 0                   | Гонконг           | Відбір до Кубка Азії 2015                   | 1    | 80'      |
| 19-11-2013 | Абу-Дабі            | ОАЕ               | 5 – 0                   | В'єтнам           | Відбір до Кубка Азії 2015                   | -    |          |
| 27-5-2014  | Женева              | ОАЕ               | 3 – 4                   | Вірменія          | товариський матч                            | 1    |          |
| 3-6-2014   | Женева              | ОАЕ               | 1 – 0                   | Грузія            | товариський матч                            | -    |          |
| 3-9-2014   | Лінц                | Литва             | 1 – 1                   | ОАЕ               | товариський матч                            | -    |          |
| 7-9-2014   | Філлах              | Парагвай          | 0 – 0                   | ОАЕ               | товариський матч                            | -    |          |
| 6-11-2014  | Ед-Даммам           | ОАЕ               | 3 – 2                   | Ліван             | товариський матч                            | -    |          |
| 14-11-2014 | Ер-Ріяд             | ОАЕ               | 0 – 0                   | Оман              | Кубок націй Перської затоки 2014 — 1-й етап | -    | 20'      |
| 17-11-2014 | Ер-Ріяд             | ОАЕ               | 2 – 2                   | Кувейт            | Кубок націй Перської затоки 2014 — 1-й етап | -    |          |
| 20-11-2014 | Ер-Ріяд             | ОАЕ               | 2 – 0                   | Ірак              | Кубок націй Перської затоки 2014 — 1-й етап | -    |          |
| 23-11-2014 | Ер-Ріяд             | Саудівська Аравія | 3 – 2                   | ОАЕ               | Кубок націй Перської затоки 2014 — півфінал | -    | 26'      |
| 11-1-2015  | Канберра            | ОАЕ               | 4 – 1                   | Катар             | Кубок Азії 2015 - 1-й етап                  | -    |          |
| 15-1-2015  | Канберра            | Бахрейн           | 1 – 2                   | ОАЕ               | Кубок Азії 2015 - 1-й етап                  | -    |          |
| 19-1-2015  | Брисбен             | Іран              | 1 – 0                   | ОАЕ               | Кубок Азії 2015 - 1-й етап                  | -    |          |
| 23-1-2015  | Сідней              | Японія            | 1 – 1 д.ч. (4-5 п.п.)   | ОАЕ               | Кубок Азії 2015 - чвертьфінал               | -    | 119'     |
| 27-1-2015  | Ньюкасл (Австралія) | Австралія         | 2 – 0                   | ОАЕ               | Кубок Азії 2015 - півфінал                  | -    |          |
| 30-1-2015  | Ньюкасл (Австралія) | Ірак              | 2 – 3                   | ОАЕ               | Кубок Азії 2015 - матч за 3-тє місце        | -    | 41'      |
| 11-6-2015  | Куала-Лумпур        | Південна Корея    | 3 – 0                   | ОАЕ               | товариський матч                            | -    |          |
| 16-6-2015  | Шах-Алам            | Східний Тимор     | 0 – 1                   | ОАЕ               | Відбір до ЧС 2018                           | 1    |          |
| 28-8-2015  | Абу-Дабі            | ОАЕ               | 1 – 0                   | М'янма            | товариський матч                            | -    |          |
| 3-9-2015   | Абу-Дабі            | ОАЕ               | 10 – 0                  | Малайзія          | Відбір до ЧС 2018                           | -    |          |
| 8-9-2015   | Аль-Рам             | Палестина         | 0 – 0                   | ОАЕ               | Відбір до ЧС 2018                           | -    | 69'      |
| 8-10-2015  | Джидда              | Саудівська Аравія | 2 – 1                   | ОАЕ               | Відбір до ЧС 2018                           | -    | 88'      |
| 17-11-2015 | Шах-Алам            | Малайзія          | 1 – 2                   | ОАЕ               | Відбір до ЧС 2018                           | 1    |          |
| 16-1-2016  | Абу-Дабі            | ОАЕ               | 2 – 1                   | Ісландія          | товариський матч                            | -    |          |
| 24-3-2016  | Абу-Дабі            | ОАЕ               | 2 – 0                   | Палестина         | Відбір до ЧС 2018                           | -    |          |
| 29-3-2016  | Абу-Дабі            | ОАЕ               | 1 – 1                   | Саудівська Аравія | Відбір до ЧС 2018                           | 1    |          |
| 1-9-2016   | Сайтама             | Японія            | 1 – 2                   | ОАЕ               | Відбір до ЧС 2018                           | -    |          |
| 6-9-2016   | Абу-Дабі            | ОАЕ               | 0 – 1                   | Австралія         | Відбір до ЧС 2018                           | -    |          |
| 06-10-2016 | Абу-Дабі            | ОАЕ               | 3 – 1                   | Таїланд           | Відбір до ЧС 2018                           | -    |          |
| 11-10-2016 | Джидда              | Саудівська Аравія | 3 – 0                   | ОАЕ               | Відбір до ЧС 2018                           | -    |          |
| 09-11-2016 | Аль-Айн             | ОАЕ               | 2 – 0                   | Бахрейн           | товариський матч                            | -    |          |
| 15-11-2016 | Абу-Дабі            | ОАЕ               | 2 – 0                   | Ірак              | Відбір до ЧС 2018                           | -    |          |
| 23-3-2017  | Аль-Айн             | ОАЕ               | 0 – 2                   | Японія            | Відбір до ЧС 2018                           | -    | 34'      |
| 28-3-2017  | Сідней              | Австралія         | 2 – 0                   | ОАЕ               | Відбір до ЧС 2018                           | -    |          |
| 7-6-2017   | Шах-Алам            | ОАЕ               | 4 – 0                   | Лаос              | Відбір до ЧС 2018                           | -    | 62'      |
| 13-6-2017  | Бангкок             | Таїланд           | 1 – 1                   | ОАЕ               | Відбір до ЧС 2018                           | -    |          |
| 10-11-2017 | Аль-Айн             | ОАЕ               | 0 – 1                   | Гаїті             | товариський матч                            | -    |          |
| 14-11-2017 | Аль-Айн             | ОАЕ               | 1 – 0                   | Узбекистан        | товариський матч                            | -    | 72'      |
| 22-12-2017 | Ель-Кувейт          | Оман              | 0 – 1                   | ОАЕ               | Кубок націй Перської затоки 2017 — 1-й етап | -    |          |
| 25-12-2017 | Ель-Кувейт          | ОАЕ               | 0 – 0                   | Саудівська Аравія | Кубок націй Перської затоки 2017 — 1-й етап | -    |          |
| 28-12-2017 | Ель-Кувейт          | Кувейт            | 0 – 0                   | ОАЕ               | Кубок націй Перської затоки 2017 — 1-й етап | -    | 84'      |
| 2-1-2018   | Ель-Кувейт          | Ірак              | 0 – 0 (2-4 п.п.)        | ОАЕ               | Кубок націй Перської затоки 2017 — півфінал | -    |          |
| 5-1-2018   | Ель-Кувейт          | Оман              | 0 – 0 (5-4 п.п.)        | ОАЕ               | Кубок націй Перської затоки 2017 — Фінал    | -    | 42'      |
| 6-9-2018   | Порт-оф-Спейн       | Тринідад і Тобаго | 2 – 0                   | ОАЕ               | товариський матч                            | -    |          |
| 11-9-2018  | Паламос             | ОАЕ               | 3 – 0                   | Лаос              | товариський матч                            | 1    | 73'      |
| 11-10-2018 | Барселона           | ОАЕ               | 1 – 1                   | Гондурас          | товариський матч                            | 1    | 86'      |
| 16-10-2018 | Севілья             | ОАЕ               | 0 – 2                   | Венесуела         | товариський матч                            | -    |          |
| 16-11-2018 | Дубай (місто)       | ОАЕ               | 0 – 0                   | Болівія           | товариський матч                            | -    | 83'      |
| Усього     |                     | Матчів            | 73                      |                   | Голів                                       | 11   |          |

## Титули і досягнення

### Командні
- Чемпіон ОАЕ (4):

«Аль-Айн»: 2011–12, 2012–13, 2014–15, 2017–18
- Володар Кубка ліги ОАЕ (2):

«Аль-Айн»: 2008–09
«Шабаб Аль-Аглі»: 2020–21
- Володар Суперкубка ОАЕ (3):

«Аль-Айн»: 2009, 2012, 2015
- Володар Кубка Президента ОАЕ (4):

«Аль-Айн»: 2008–09, 2013–14, 2017–18
«Шабаб Аль-Аглі»: 2020–21
- Володар Суперкубка Саудівської Аравії (3):

«Аль-Гіляль»: 2018

### Збірні
- Срібний призер Азійських ігор: 2010
- Переможець Кубка націй Перської затоки: 2013
- Бронзовий призер Кубка Азії: 2015

### Індивідуальні
- Найкращий молодий гравець ОАЕ: 2009, 2011
- Найкращий гравець Кубка націй Перської затоки: 2013
- Футболіст року в ОАЕ: 2013
- У символічній збірній Ліги чемпіонів АФК: 2014
- Найкращий гравець чемпіонату ОАЕ: 2012–13, 2014–15, 2015–16, 2017–18
- У символічній збірній Кубка Азії: 2015
- Найкращий гравець Ліги чемпіонів АФК: 2016
- Футболіст року в Азії: 2016

## Особисте життя
Омар Абдулрахман має двох сестер і трьох старших братів, які також стали футболістами: Ахмед Абдулрахман, який грав за «Масфут», але його кар'єра закінчилася через травму. Халед Абдулрахман — захисник і Мохамед Абдулрахман — форвард..
У червні 2013 року Омар був призначений місцевим організаційним комітетом офіційним послом юнацького чемпіонату світу, який проходив в ОАЕ.
Омар був зображений на обкладинці відеоігри Pro Evolution Soccer 2016 від видавця ігор Konami для Близького Сходу, де з'явився разом із гравцем «Барселони» Неймаром.